# Lepus townsendii
Lepus townsendii (tên tiếng Anh: White-tailed Jackrabbit) là một loài động vật có vú trong họ Leporidae, bộ Thỏ. Loài này được Bachman mô tả năm 1839.

## Hình ảnh

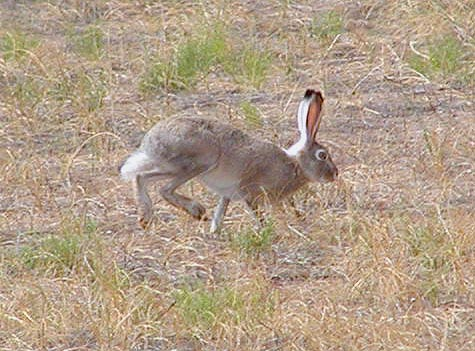
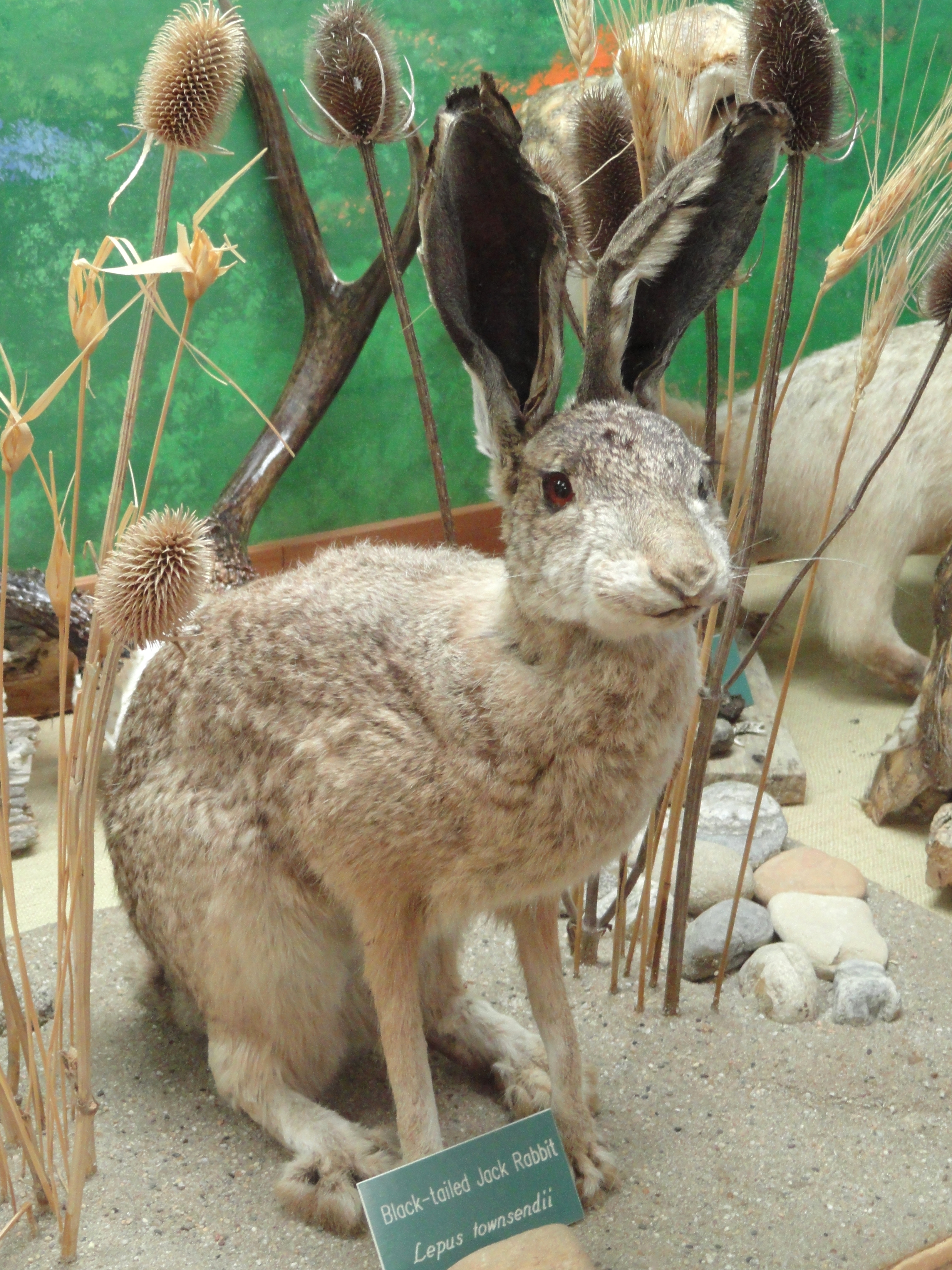
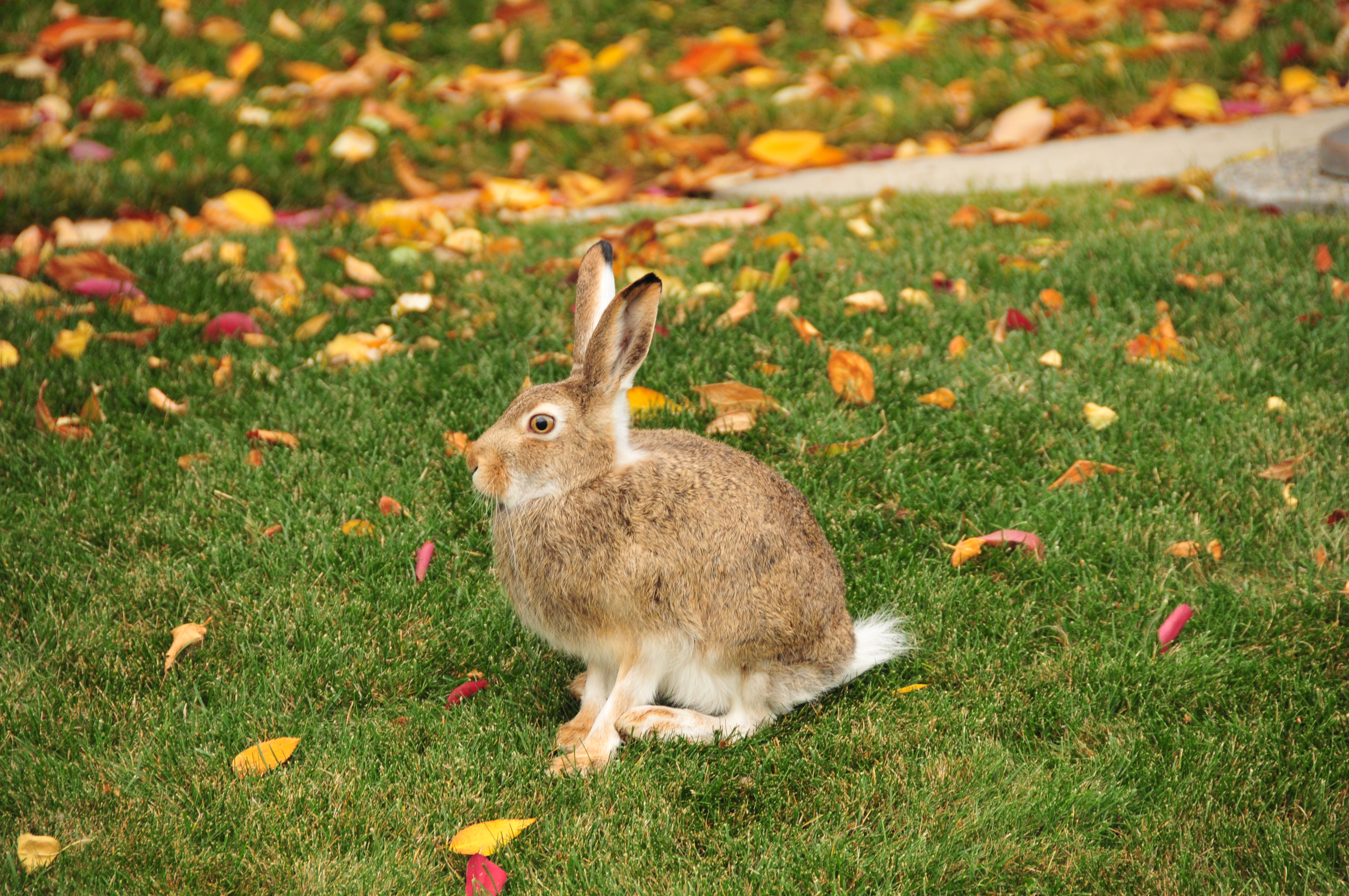
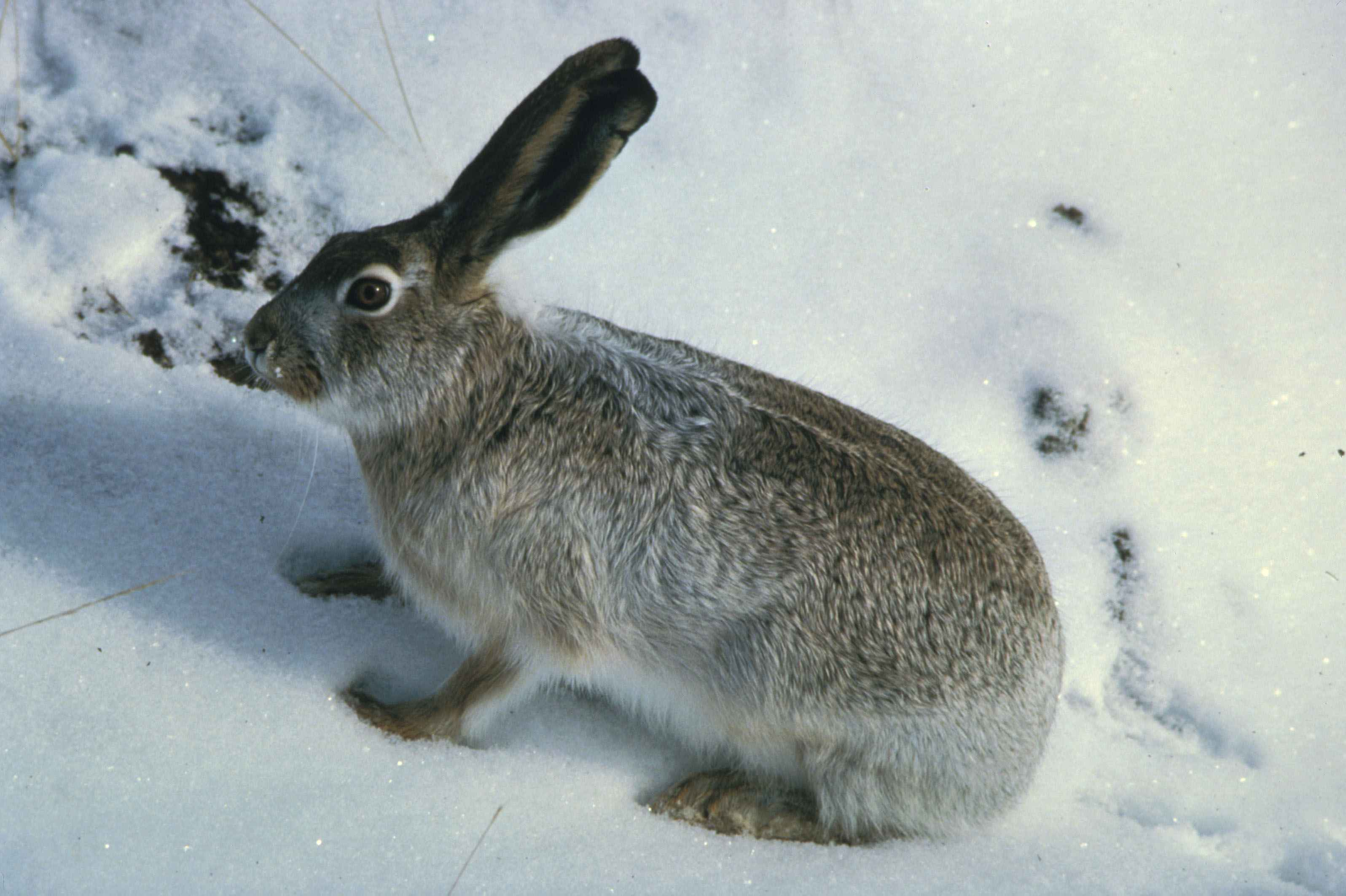